# Desa Beber (administrativ by i Indonesien, Jawa Barat, lat -6,82, long 108,52)
Desa Beber är en administrativ by i Indonesien.   Den ligger i provinsen Jawa Barat, i den västra delen av landet, 200 km öster om huvudstaden Jakarta.